# Alvaro Cartei
Alvaro Cartei (Signa, 28 settembre 1911 – Signa, 8 ottobre 1995) è stato un pittore e ceramista italiano.

## Biografia
Nacque in una povera famiglia da Mario e Adelaide Michelagnoli, primo di quattro figli. Tra i primi a notare la sua bravura nel disegno fu il suo maestro elementare che spesso gli permetteva di non seguire le lezioni per stare all'ultimo banco a disegnare, per poi farsi dare i disegni. Fu proprio il maestro a spingere il giovane Alvaro ad approfondire la sua passione.
Cartei entrò a bottega da Giuseppe Santelli, anch'egli signese, nella metà degli anni venti. Il suo maestro gli consegnò alcune sue opere giovanili che l'apprendista Cartei ricopiava. I primi soggetti dei suoi disegni furono i suoi familiari: la madre, la nonna e il fratello Danilo; successivamente darà vividi ritratti del paesaggio signese.
Negli anni raggiunse una maturità artistica che lo portò a lavorare con Santelli come affrescatore di chiese in Toscana e a Roma, erano gli anni trenta. Contestualmente a ciò inizia l'attività di decoratore di ceramiche a Signa e a Montelupo. Questo lavoro sarà per anni il suo sostentamento economico.
Gli anni della guerra gli risparmiarono il fronte (fu riformato dall'esercito) e coincisero con un periodo di crisi sul suo ruolo di artista di paese.
Nel gennaio 1944 si iscrive Scuola Libera del Nudo dell'Accademia delle Belle Arti di Firenze. Durante i suoi viaggi in treno ebbe modo di disegnare in diretta un bombardamento sulla città. Frequenta la scuola del nudo in modo discontinuo fino al 1957 ma questa esperienza ebbe un forte impatto. Alla soglia dei 40 anni, conobbe Anna, che sposò nel 1960.
Nei primi anni del dopoguerra Cartei aderì al PCI e fu attivo politicamente con le sue opere. In accordo con il realismo socialista creò per le sfilate del 1º maggio dei quadri-manifesto tra cui Il sogno degli agrari e Il bilancio non quadra più. L'impegno più grande fu però per la Festa de L'Unità di Signa del 1946 quando rappresentò quattro grandi ritratti di Lenin, Stalin, Togliatti e Gramsci.
A partire dagli anni cinquanta inizia il percorso evolutivo. I primi cambiamenti riguardano il colore: le sue rappresentazioni della realtà appaiono con colori più puri e marcati. L'opera principale di questo periodo è Le magliaie che ritrae due operaie al telaio. Questo cambiamento fu il preludio alla rivoluzione degli anni sessanta quando abbandona la perfezione formale che fa posto ad una rappresentazione della realtà e delle persone più profonda. Volti e corpi appaiono stilizzati e vengono dipinti senza modello.
La vita di Cartei subisce un improvviso trauma: la morte della moglie nel 1980. La disperazione di quegli anni si materializza in una delle sue opere più particolari: Ricordo. Dipinto a olio su compensato e quando fu terminato Cartei, in preda allo sconforto, grattò via tutta la vernice ma le forme rimasero impresse nel legno, quasi come una fotografia sbiadita a perenne ricordo della compagna.